# MOST
MOST (Media Oriented Systems Transport) est un système de transmission de données qui utilise soit de la fibre optique, soit une liaison électrique. Il a été conçu à la base pour les applications automobiles.
Les systèmes MOST permettent une transmission de données avec plusieurs vitesses possibles : 25 Mbit/s (MOST25), 50 Mbit/s (MOST50) et 150 Mbit/s (MOST150). Cette technologie est utilisée dans les véhicules haut de gamme pour relier les systèmes de télématique (communication entre le système mains-libres et l'autoradio ou le lecteur DVD, etc).
Le MOST150 est une spécification introduite en 2007. Elle se distingue de ses prédécesseurs par le support d’un canal Ethernet. La bande passante est configurable de 0 à 150 Mbit/s (débit net de 107 Mbit/s) et permet une transmission plus efficace des paquets IP. 
La fibre optique a des avantages :
- Elle est insensible aux interférences électromagnétiques
- Elle n'émet pas d'interférences
- Taux de transmission élevé

Inconvénients :
- Équipement plus coûteux (les récepteurs) ;
- Les câbles de fibre optique ne doivent pas être pliés (risque de cassure), mais ils peuvent être plus léger et flexible que certaines liaisons de données électriques blindés.

Le réseau MOST peut cohabiter avec un réseau CAN par exemple, à l'aide d'une passerelle appropriée.
Outre la description physique des communications par câble ou fibre optique, MOST décrit également les protocoles de transmission de données ; sur le principe, il s'agit :
- d'un échange de données partagées à travers le réseau,
- entre différents nœuds hébergeant chacun un certain nombre de blocs fonctionnels (F-Blocks),
- chacun de ces blocs possédant des données propres (propriétés, consultables et éventuellement modifiables) et des méthodes (qui peuvent être appelées depuis d'autres blocs).

Comparé au CAN, le MOST :
- appuie le principe du client/serveur pour chaque donnée partagée, à l'aide de méthodes ;
- améliore la bande passante en évitant la propagation inutile de données non modifiées sur le réseau (grâce au principe client/serveur et à l'enregistrement des clients).